# Eder Sánchez
Eder Sánchez, född den 21 maj 1986, är en mexikansk friidrottare som tävlar i gång.
Sánchez genombrott kom när han slutade på åttonde plats på 20 km gång vid VM 2005 i Helsingfors. Vid VM i Osaka 2007 blev han fyra på tiden 1:23.36. 
Olympiska sommarspelen 2008 blev en missräkning då han slutade först på en femtonde plats. Bättre gick det vid VM 2009 i Berlin då han slutade på en tredje plats. 

## Personliga rekord
- 20 km gång - 1:18.34